# Миотомия
Ми́отоми́я — разрез или хирургическое разделение мышцы.
Оперативный прием в составе более сложных операций. Применяется в различных областях медицины: в кардиохирургии, абдоминальной хирургии, проктологии, онкологии, урологии, офтальмологии, пластической хирургии, широко распространена в гнойной хирургии.

## Виды
Данный оперативный прием производится открытым или закрытым способом. При открытом способе рассекаются все предлежащие мышце ткани, благодаря чему достигается хорошая визуализация оперируемого участка. При закрытом способе режущий хирургический инструмент достигает оперируемого участка с минимальной травматизацией предлежащих тканей.

## Инструмент
Для проведения миотомии применяют скальпель.

## Техника подкожной миотомии
Миотомия проводится под общей или местной анестезией в зависимости от диагноза и возраста пациента.
Возможные осложнения:
1. нагноение послеоперационной раны (соблюдение правил асептики и антисептики является профилактикой данного осложнения);
2. гематома в месте операции (при открытой миотомии осуществлять тщательный гемостаз, при закрытой (подкожной) — наложение давящей повязки в раннем послеоперационном периоде.